# 싱가포르 최고법원

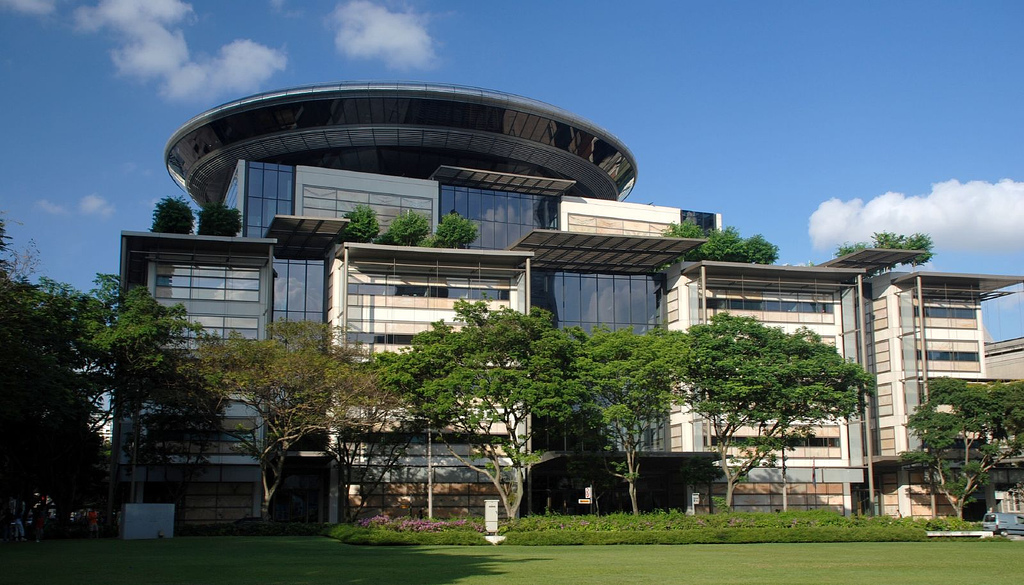

싱가포르 최고법원(Supreme Court of Singapore)은 항소 법원과 고등 법원으로 구성된 싱가포르의 법원이다. 민사 및 형사 문제를 모두 심리한다. 항소법원은 고등법원의 민사 및 형사 항소를 모두 심리한다. 항소 법원은 또한 고등 법원의 결정으로 유보된 법률 사항과 고등 법원 산하 법원의 항소 과정에서 발생하는 공익적 법률 사항을 결정할 수 있다.
고등 법원의 관할권은 다음과 같다: 일반적으로 청구 대상이 S$250,000를 초과하는 경우 고등 법원에서 민사 소송이 시작된다. 유산 가치가 S$3백만을 초과하거나 외국 보조금의 재밀봉과 관련된 경우 검인 문제는 고등 법원에서 처리된다. 또한 S$150만 이상의 자산과 관련된 가족 소송의 부수적인 문제는 고등 법원에서 심리된다.
사형을 선고할 수 있는 범죄와 일반적으로 10년 이상의 징역형을 선고할 수 있는 범죄 사건은 고등법원에서 기소된다. 보석금이 불가능한 범죄는 일반적으로 고등법원에서 재판을 받는다. 경험상, 싱가포르 고등법원은 싱가포르 내의 모든 문제를 심리할 고유 관할권을 가지고 있다.